# Ernst König (Chemiker)
Ernst König (* 13. September 1869 in Flensburg; † 29. Oktober 1924 in Höchst) war ein deutscher Chemiker.
König studierte Medizin in Kiel und wechselte in Leipzig zur Chemie. 1891 wurde er in Leipzig in Chemie promoviert und war dort Assistent, ging aber 1893 an das Zentrallabor der Farbwerke Hoechst. Ab 1902 war er Leiter der fotografischen Abteilung und ab 1911 der Färberei (mit Albert Beil) und war ab 1918 wieder im wissenschaftlichen Zentrallabor.
Bei Hoechst befasste er sich mit Fotochemie und Farbstoffen. König entwickelte 1892 das fotografische Papier Holsatio. 1904 entwickelte er ein Verfahren zur Dreifarbenfotografie mit Benno Homolka. Er brachte das Pinatypie-Verfahren von Léon Didier bei Hoechst zur Marktreife.

## Schriften
- Die Farbenphotographie, 1904
- Die Autochromphotographie, 1908
- Das Arbeiten mit farbenempfindlichen Platten, 1909